# Arresø
Arresø er Danmarks største sø målt efter areal. Søen er beliggende i Nordsjælland og har afløb til Roskilde Fjord gennem Arresø Kanal i Frederiksværk. Der er en lang række tilløb til Arresø, hvoraf Pøleå er det mest betydende. Langs Arresøs vestside er der flere højdedrag, eksempelvis Maglehøj ved Frederiksværk og Arrenakke Bakker, hvorfra der er en fornem udsigt over søen. Øst for Frederiksværk strækker halvøen Arrenæs sig ud i Arresø.
Arresø indgår i Nationalpark Kongernes Nordsjælland.

## Historisk
I forhistorisk tid – før yngre stenalder – var Arresø et lavvandet saltvandsområde, og har historisk været omtalt som Brødemose Sund. Det var et sund eller åbent fjordsystem. Mellem Roskilde Fjord og Kattegat gik et smalt sund over Sandet, Karsemosen og Melby Overdrev. Landhævninger efter sidste istid og strandvoldsdannelser af flyvesand bevirkede, at sundet blev en fjord, Arrefjord. De seneste 2.500 år har Arresø været været en klarvandet ferskvandspræget sø med en sigtedybde på cirka 3 meter. 
I middelalderen blev der langs med Arresøs bredder anlagt tre befæstede anlæg: Dronningholm Slot, Annisse på Hovgårds Eng og Asserbo voldsted.
I 1500-tallet var landområderne ved Kattegatkysten i et par hundrede år plaget af omfattende sandflugt, der lukkede for forbindelsen mellem Arrefjord og Kattegat og Roskilde Fjord. Fjordsystemet blev i første omgang til en såkaldt strandsø. Afløbet fra søen kunne imidlertid i nedbørsrige perioder ikke i tilstrækkeligt omfang aflede regn- og smeltevand, hvilket afstedkom store årstidsbestemte oversvømmelser. Da flere gårde og marker på den måde gik tabt, voksede utilfredsheden på egnen. Lukningen af adgangen til havet medførte, at udskylningen af næringssalte fra de omliggende jorder til søen ikke blev transporteret videre til havet. I kombination med efterfølgende vækst af alger i den lavvandede sø fik Arresø sin karakteristiske grøn-brune farve.
I 1717-1720 besluttede kong Frederik 4. at få stabiliseret vandstanden i søen. Han lod soldater og svenske krigsfanger grave en kanal gennem bakkerne ud til Roskilde Fjord, langt væk fra sandflugten. Højdeforskellen mellem Arresø og Isefjorden muliggjorde at der langs kanalen fra 1728 kunne opføres vandmøller. Den gravede kanal ledte således ikke alene vand fra Arresø til Roskilde Fjord, den ledte også til, at Frederiksværk opstod og udviklede sig til Danmarks første egentlige industriby. Ved kanalens øvre del sattes stemmeværker til at kunne kontrollere højden på vandspejlet på over fire meter.

## Oprindelsen til navnet
Forleddet er det oprindelige navn på søen og betyder "Den brune". Efterleddet -sø er en senere tilføjelse.

## Vandet i Arresø
I 1832 blev højden på vandspejlet fastsat til at skulle reguleres via stemmeværket til 4,27 meter over havoverfladen. I vinterhalvåret måtte vandet ikke stige herover, i sommerhalvåret, fra medio maj til 1. oktober, skulle det stå 12 tommer under. 
Ved ombygningen af den eksisterende sluse ved broen i 1977 blev indrettet en maksimal åbningshøjde på 2,05 meter svarende til 0,62 meter over vinterflodemålet, 4,28 meter over havet. Landvæsenkommissionen henstillede i 1962 til, at Arresøs niveau, ved manøvrering af sluseanlægget, ikke bør overstige kote 3,97 meter. Overstiger vandstanden 3,97 DNN (svarer til 3,90 DVR90) ved Arresødalbroen, skal sluserne være helt åbne.
Igennem århundreder har søen været karakteriseret ved sin grøn-brune farve. Årsagen er, at søen er lavvandet og har en ringe gennemstrømning. I sommerhalvåret varmes vandet hurtigt op, og algerne formerer sig flittigt.
Vandet i Arresø er forurenet i en grad, som gør det uegnet til badning. Forureningen tog fart i begyndelsen af 1900-tallet, da Hillerød omkring 1920'erne blev kloakeret og ledte urenset spildevand via Pøleå ud i Arresø. Mængden af spildevand steg drastisk, da mange boliger fik moderne vandskyllende toiletter. Den stigende industrialisering bidrog også til forureningen. I begyndelsen af 1950'erne gik det for alvor galt. Søen modtog nu også spildevand fra omegnskommunerne Helsinge, Frederiksværk og Skævinge i så store mængder, at Arresø blev en af landets mest forurenede søer. I dag ledes spildevandet til renseanlæg, og der er genskabt mange småsøer i oplandet til søen, hvilket betyder, at Arresø får tilført langt mindre mængder næringsstoffer end førhen.

## Natur
Arresøs opland består for en stor dels vedkommende af dyrkede landbrugsarealer, men derudover findes der flere større bysamfund og betydelige skovarealer. Søen er lavvandet og næsten overalt med bredzoner af rørskov.
Flere områder af søen er på forskellig vis fredet, blandt andet af hensyn til rastende stor skallesluger og fiskeørn samt ynglende havørn, rørhøg og rørdrum. Et stort antal andre fuglearter yngler eller raster i området. Bævere blev sat ud flere steder i området omkring 2010.
Frederiksborg Amt vedtog inden amtets nedlæggelse 1. januar 2007 at etablere en sti rundt om hele søen, Arresøstien. Efter en række indvendinger i henhold til borgeres klageadgang er projektet foreløbig udsat.
Arresø er udpeget som EF-Habitatområde nr. 118 og EF-Fuglebeskyttelsesområde nr. 106.

### EF-Habitatområde nr. 118
Omfatter Arresø, Ellemose og Lille Lyngby Mose og er på 4.760 hektar. 
Udpegningen er foretaget på grund af forekomsten af stor vandsalamander, Molinia-enge på kalkrige, tørveholdige eller ler- og siltrige jorde samt alkaliske lavmoser. Bøgeskove med Asperulo-Fagetum.

### EF-Fuglebeskyttelsesområde nr. 106
Området består af Arresø og dækker et 4.610 hektar stort areal.
Udpegningen er sket på baggrund af en bestand af ynglende rørdrum og rørhøg samt store forekomster af stor skallesluger på træk.

### Fisk i Arresø
Der er registreret 17 fiskearter: skalle, brasen, sandart, aborre, hork, ål, gedde, løje, rimte, rudskalle, tre- og nipigget hundestejle, flire, regnløje, karusse, suder, brasenskalle – noget over gennemsnittet for danske søer – men forventeligt i forhold til søens størrelse. Fiskebestandene er noget svingende. Undersøgelser af i årene 2001, 2004 og 2007 konkluderede, at søens tilstand svinger mellem dårlig og ringe. Der er for mange små fisk, og mængden af fredfisk er stor i forhold til rovfisk. Sandart og aborre er de vigtigste rovfisk – geddens muligheder er begrænset af dårlig sigt og manglende undervandsplanter.
Der forventes en bedring af vandkvaliteten i Arresø de kommende år.